# Hipposideridae
Gli Ipposideridi (Hipposideridae Lydekker, 1891) sono una famiglia di pipistrelli, del sottordine dei Microchirotteri. 

## Descrizione

### Dimensioni
Questa famiglia comprende pipistrelli con la lunghezza dell'avambraccio tra 30 mm e 124 mm. Comprende alcune delle specie di microchirotteri più grandi al mondo come Hipposideros gigas.

### Caratteristiche
Il cranio è di proporzioni variabili, sono presenti due incisivi superiori e 4 inferiori, mentre i premolari superiori possono essere uno o due per ogni semi-arcata. La Cintura scapolare è notevolmente modificata, ancor più che nei Rinolofidi. La settima vertebra cervicale e la prima dorsale sono fuse tra loro e saldate alla prima e seconda fila intera di costole, che a loro volta sono unite al pre-sterno fino a formare un solido anello osseo. Le ossa pelviche sono ridotte. Il secondo dito della mano è privo di falangi, mentre gli altri ne hanno due. Ogni dito del piede è munito di due falangi. Le orecchie sono di dimensioni variabili, prive di trago ma con un antitrago spesso ben sviluppato. La caratteristica esterna principale è la presenza di una foglia nasale ellittica divisa in 3 parti: il lobo anteriore, che include le narici, divise tra loro da un setto nasale spesso pronunciato; un lobo intermedio a forma di cuscinetto, talvolta solcato da una cresta mediana e una porzione posteriore, che in alcuni generi è grande e tricuspidata. Sulla superficie della foglia nasale sono presenti delle piccole ghiandole e dietro di essa sulla fronte una sacca, la cui apertura è marcata da un ciuffo di peli.

## Distribuzione e habitat
Le specie di questa famiglia vivono nell'Africa subsahariana, nell'Asia tropicale fino alle Filippine e alle Isole Salomone e in Australia.

## Tassonomia
La famiglia si suddivide in 5 generi:
- Anthops
- Asellia
- Aselliscus
- Coelops
- Hipposideros

Alcuni generi precedentemente assegnati a questa famiglia, sono stati recentemente trasferiti nella famiglia dei Rinonitteridi.
Il genere Paracoelops, descritto in base ad un individuo maschio adulto catturato nel 1945 a Vinh, nel Vietnam centrale, è stato recentemente identificato come un esemplare in pessime condizioni della specie Hipposideros pomona

## Evoluzione
Il genere è presente in Europa ed Asia dall'Eocene, mentre in Africa ed Australia dal Miocene.